# Pentadine
La pentadine, une protéine sucrante, a été découverte et isolée en 1989 dans le fruit du Pentadiplandra brazzeana Baillon un arbuste grimpant de la forêt tropicale africaine. Une autre protéine sucrante, la brazzéine, a été découverte en 1994 dans le même fruit.
La plante est aussi nommée « oubli » dans la langue vernaculaire locale, parce que, dit-on, l’enfant qui en mange le fruit en oublie de revenir au village vers sa mère. Le fruit fait partie des habitudes alimentaires des singes du Gabon et est connu et consommé par les populations locales pour son goût extrêmement sucré.
La structure tridimensionnelle de la pentadine n’a pas été encore étudiée et reste donc encore inconnue. Son poids estimé à 12 kDa est du même ordre que les mabinlines. 
Son pouvoir sucrant est de 500 comparé au sucre à poids égal. Son profil temporel sucrant est proche des autres protéines sucrantes, tel que la monelline et la thaumatine, avec un départ retardé et un déclin tardif. Cependant, son profil est plus proche de la monelline.